# Rimkorolgite
La rimkorolgite è un minerale.